# (5691) Fredwatson
(5691) Fredwatson es un asteroide perteneciente al cinturón de asteroides descubierto el 26 de marzo de 1992 por Robert H. McNaught desde el Observatorio de Siding Spring, Nueva Gales del Sur, Australia.

## Designación y nombre
Designado provisionalmente como 1992 FD. Fue nombrado Fredwatson en homenaje a Fred Garnett Watson, especialista en instrumentación astronómica, ayudó a promover el uso de la espectroscopía de fibra óptica. Actualmente es astrónomo a cargo del Observatorio Anglo-Australiano. A través de sus frecuentes apariciones en radio y columnas de revistas, se ha convertido en una figura pública muy conocida.

## Características orbitales
Fredwatson está situado a una distancia media del Sol de 2,334 ua, pudiendo alejarse hasta 2,605 ua y acercarse hasta 2,062 ua. Su excentricidad es 0,116 y la inclinación orbital 26,20 grados. Emplea 1302,46 días en completar una órbita alrededor del Sol.

## Características físicas
La magnitud absoluta de Fredwatson es 13,3. Tiene 5,517 km de diámetro y su albedo se estima en 0,421. 